# Horns Herred (Sjælland)

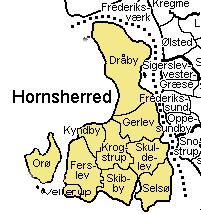
Horns Herred før 1933

Horns Herred was een herred in het voormalige Frederiksborg Amt in Denemarken. De herred omvatte het grootste gedeelte van het gelijknamige schiereiland Hornsherred. In 1970 werd het gebied deel van de nieuwe provincie Frederiksborg.

## Parochies
Horns omvatte oorspronkelijk tien parochies. Orø ging in 1933 over naar Tuse Herred in Holbæk Amt.
- Draaby
- Skoven Kirkedistrikt
- Ferslev
- Gerlev
- Krogstrup
- Kyndby
- Orø (tot 1933)
- Selsø
- Skibby
- Skuldelev
- Vellerup